# Емералд Лејкс (Пенсилванија)
Емералд Лејкс (енгл. Emerald Lakes) насељено је место без административног статуса у америчкој савезној држави Пенсилванија.

## Демографија
По попису из 2010. године број становника је 2.886.
| Група             | 2000.    | 2010.         |
| Белци             | 0 (0,0%) | 1.391 (48,2%) |
| Афроамериканци    | 0 (0,0%) | 702 (24,3%)   |
| Азијати           | 0 (0,0%) | 80 (2,8%)     |
| Хиспаноамериканци | 0 (0,0%) | 698 (24,2%)   |
| Укупно            | 0        | 2.886         |